# Instituto de Teología para Religiosos (ITER)
El Instituto de Teología para Religiosos es un instituto universitario dedicado a la formación de religiosos y fieles comprometidos con la Iglesia Católica, con sede en Caracas, Venezuela, que cuenta con una amplia oferta académica en las áreas de filosofía, teología y comunicación social institucional, perteneciente a la Facultad de Teología de la Universidad Católica Andrés Bello, también siendo instituto teológico y filosófico agregado a la Pontificia Universidad Salesiana de Roma.

## Historia
En el mes de marzo de 1977 la Confederación Venezolana de Religiosos (CONVER) decretó la fundación de la institución bajo la inspiración de un Centro Intercongregacional de Teología. Este proyecto inicial abrió sus puertas a los primeros estudiantes en 1979 con la intención de ofrecer una formación teológica que favoreciese el mejoramiento académico y la promoción pastoral de tantos religiosos y clérigos en el país. Siendo por estatutos generales  la Facultad de Teología de la Universidad Católica Andrés Bello.También es la sede de "Altamira" de  Derecho de la Universidad Católica Andrés Bello.